# Diaphus effulgens
Diaphus effulgens hay cá đèn pha là một loài cá đèn lồng thuộc họ Myctophidae. Đôi khi chúng cũng được gọi là cá đèn lồng pha, hoặc thậm chí là cá đèn lồng, mặc dù đây không phải là loài duy nhất được gọi bằng cái tên này.

## Mô tả
Loài này có thể phân biệt với các loài cá biển sâu khác như cá đèn lồng Myctophum affine hoặc cá Pearlsides (thuộc chi Maurolicus) bởi mảng phát quang lớn (cái tên cá đèn pha bắt nguồn từ điều này) bao phủ phía trước đầu, ở giữa các lỗ mũi. Chiều dài tối đa được ghi nhận của loài này là 15 cm (5,9 in).

## Phân loại và đặt tên
Diaphus effulgens được mô tả lần đầu bởi hai nhà ngư học người Mỹ là George Brown Goode và Tarleton Hoffman Bean vào năm 1896. Ban đầu chúng được xếp vào chi Aethoprora, từ đó hình thành khái niệm đồng nghĩa với chi Diaphus hiện tại của Diaphus effulgens.
Tên gọi chung Diaphus là sự kết hợp của các từ Hy Lạp Dia (Δία), có nghĩa là "xuyên qua", và Physa (Φυσα), tức "ống thổi". Còn tên loài effulgens thì bắt nguồn từ tiếng Latinh, có nghĩa là lấp lánh hoặc nhấp nháy.

## Phân bố và sinh thái
Phạm vi sinh sống của Diaphus effulgens bao gồm Đại Tây Dương, Thái Bình Dương và Ấn Độ Dương. Ở phía đông Đại Tây Dương, chúng sống tại vùng Đới hội tụ Nam Cực ở phía nam đến eo biển Manche ở phía bắc. Ở phía tây Đại Tây Dương, Diaphus effulgens có thể được tìm thấy từ bờ biển phía đông của Hoa Kỳ về phía nam đến biên giới phía nam Brazil. Ở Ấn Độ Dương, chúng thường được tìm thấy từ khoảng 70°E đến giữa 5°S và 38°S. Ở Thái Bình Dương, chúng sinh sống từ 0° đến 29°N, đồng thời cũng xuất hiện tại các vùng biển gần Đông Nam Á, Úc và New Zealand.
Loài này vừa là sinh vật sống ở tầng sáng thấu qua vừa là loài trung sinh. Vào ban ngày, cá được tìm thấy ở vùng nước sâu từ độ sâu 501 đến 700 mét (1.640 đến 2.300 ft), nhưng vào ban đêm, chúng bơi lên gần mặt biển hơn và người ta có thể thấy chúng từ khoảng cách 40 đến 175 mét (130 đến 570 ft). Có một số cách phân tầng kích thước theo độ sâu, và cá cái được cho là đẻ trứng ở vùng nước sâu.